# WinBtrfs
WinBtrfs ist ein von Grund auf neu geschriebener freier Dateisystem-Treiber für Windows, der die Verwendung des Btrfs-Dateisystems  auf Microsoft Windows-Betriebssystemen und ReactOS ermöglicht. Da der Treiber von Grund auf neu geschrieben wurde, enthält dieser keinen Code des Linux-Kernels.

## Funktion
WinBtrfs ist in der Lage, das Btrfs-Dateisystem in Windows zu integrieren, indem es einen Treiber installiert, der das Btrfs-Dateisystem erkennt und die notwendigen Funktionen zur Verfügung stellt. Dies funktioniert sowohl  auf 32- als auch  auf 64-Bit-Versionen von Windows.

## Einbindung in Betriebssysteme
WinBtrfs ist seit ReactOS 0.4.1 Bestandteil des freien Windows-Nachbaus. Mit ReactOS 0.4.10 wurde auch der Start des Systems von einer Btrfs-Partition möglich. Zudem werden virtuelle Festplatten (oder im Besonderen das VHD-Format) unterstützt.
Seit WinBtrfs 1.6 ist es in Verbindung mit dem ebenfalls freien Windows-Bootloader Quibble möglich, Windows von einem Btrfs-Volumen zu starten. Jedoch ist eine Installation auf einem Btrfs-Volumen nur durch eine nachträgliche Umwandlung des Dateisystems möglich, da der Treiber erst nach der Windows-Installation installiert werden kann.

## Versionsgeschichte
| Version | Veröffentlichung | Beschreibung/Änderungen |
| ------- | ---------------- | --- |
| 0.1     | 21. Feb. 2016    | Erste Testversion unterstützt schon das Lesen und Schreiben. |
| 0.2     | 13. März 2016    | Bug fix release (verschiedene Fehlerbehebungen). |
| 0.3     | 25. März 2016    | Bug fix release (verschiedene Fehlerbehebungen). |
| 0.4     | 2. Mai 2016      | Erstellen und Löschen von Subvolumes, Plug and Play, Cache für freien Speicherplatz; Behebung der Probleme bei Netzwerkfreigaben, Analysepunkten usw.                                                |
| 0.5     | 24. Juli 2016    | Massive Stabilitätsverbesserungen und Erhöhung der Geschwindigkeit, RAID-Unterstützung (mit RAID0, RAID1 und RAID10), asynchrones Lesen und Schreiben, Sicherheitsverbesserungen usw.                |
| 0.6     | 21. Aug. 2016    | Komprimierungsunterstützung (mit Zlib und LZO), bessere Unterstützung für entfernbare Geräte, weitere Einbindungsoptionen usw.                                                                       |
| 0.7     | 24. Okt. 2016    | Seeding-Unterstützung, Unterstützung für RAID 5 und 6, Unterstützung für erweiterte Windows-Attribute, Wiederherstellung nach RAID-Prüfsummenfehlern, bessere Snapshot-Unterstützung usw.            |
| 0.8     | 30. Dez. 2016    | Plug-&-Play-Unterstützung für RAID-Geräte, Datenträgerverwendung wird Prozessen im Taskmanager korrekt zugewiesen, Erstellung neuer Dateisysteme über mkbtrfs.exe, Volume-Eigenschafts-Tab usw.      |
| 0.9     | 5. März 2017     | Bessere Handhabung von Volumes mit mehreren Geräten, täuscht kein NTFS-Volume mehr vor, Dateisysteme können mit dem Befehl format(.com) von Windows erstellt werden, Zlib aktualisiert usw.          |
| 0.10    | 2. Mai 2017      | Unterstützung für das Lesen komprimierter Inline-Bereiche hinzugefügt, verschiedene Problembehebungen                                                                                                |
| 1.0     | 4. Sep. 2017     | Erste Version ohne Betastatus. Neuer Cache für freien Speicherplatz, Erweiterung und Verkleinerung von Volumen, verbessertes Abgleichverhalten auf Dateisystemen mit wenig freiem Speicherplatz usw. |
| 1.0.1   | 15. Okt. 2017    | Binärdateien signiert; Fehlerbehebungen. |
| 1.0.2   | 19. Mai 2018     | Fehlerbehebungen. |
| 1.1     | 15. Dez. 2018    | Überarbeitete Shell-Erweiterung, Durchreichen von Linux-Metadaten an LXSS, Unterstützung für die Zstd-Kompression.                                                                                   |
| 1.2     | 5. Mai 2019      | Es wurde u. a. die Verarbeitungsgeschwindigkeit erheblich erhöht, wenn viele kleine Dateien (beispielsweise mit einem Git-Repository) geöffnet werden.                                               |
| 1.3     | 10. Juni 2019    | U. a. Unterstützung für neues Umbenennen und Löschen auf Windows 10. |
| 1.4     | 31. Aug. 2019    | U. a. Anzeige des Fragmentierungsprozentsatzes auf der Eigenschaftsseite, Unterstützung für Windows Server 2003 und Vista.                                                                           |
| 1.5     | 11. Nov. 2019    | Unterstützung für Windows XP, Probleme beim Booten von Btrfs-Partitionen behoben und Unterstützung für die Umbenennung alternativer Datenströme.                                                     |
| 1.6     | 4. Feb. 2020     | ARM-Unterstützung (Experimentell), Korrekturen für das Booten von Windows 10 von Btrfs-Volumen, Fehler beim Einhängen von Dateisystems das unter Linux nicht sauber ausgehängt wurde behoben.        |
| 1.7     | 26. Feb. 2020    | Kompressions- und Dekompressionsgeschwindigkeit stark verbessert, Unterstützung für Drei- und Vier-Festplatten-RAID1 und neue Prüfsummentypen (xxhash, sha256, blake2 hinzugefügt).                  |
| 1.7.1   | 2. März 2020     | Fehlerbehebungen. |
| 1.7.2   | 10. Apr. 2020    | Weitere Korrekturen für das Booten von Windows 10 von Btrfs-Volumen und weitere Fehlerbehebungen. |
| 1.7.3   | 24. Mai 2020     | Verbesserte Abwicklung auf sehr vollen Volumen, verbesserte Abwicklung des free space tree, Fehlerbehebungen.                                                                                        |
| 1.7.4   | 23. Aug. 2020    | Buildsystem zu cmake geändert, zstd-Upgrade, Fehlerbehebungen, Unterstützung für FSCTL_GET_RETRIEVAL_POINTERS.                                                                                       |
| 1.7.5   | 31. Okt. 2020    | U. a. erste Unterstützung für MinGW 8 |
| 1.7.6   | 14. Jan. 2021    | Windows muss nach der Erstinstallation nicht mehr neu gestartet werden, Dateiname wurde auf maximal 255 UTF-8-Zeichen beschränkt, Bugfixes.                                                          |
| 1.7.7   | 12. Apr. 2021    | Geschwindigkeit bei der Verzeichnissuche erhöht, mehrere Probleme behoben. |
| 1.7.8   | 9. Juni 2021     | Aktualisierung von zstd auf Version 1.5.0, Fehlerbehebungen, u. a. einen Fehler der verhindert hat, dass der Treiber unter Windows XP funktioniert hat.                                              |
| 1.7.8.1 | 13. Juni 2021    | Fehlerbehebungen |
| 1.7.9   | 2. Okt. 2021     | Unterstützung für BitLocker-verschlüsselte Datenträger hinzugefügt, Fehlerbehebungen. |
| 1.8     | 12. März 2022    | Minimale Unterstützung für fs-verity hinzugefügt, Fehlerbehebungen |
| 1.8.1   | 23. Aug. 2022    | Fehlerbehebungen |
| 1.8.2   | 10. Jan. 2023    | Fehlerbehebungen, Dateien werden mit SHA256-Hash statt SHA1 signiert |

## Rezeption
Über WinBtrfs wird in vielen Fachmedien, wie zum Beispiel Admin-Magazin oder iX Magazin, berichtet.